# Organització Mundial del Moviment Escolta
L'Organització Mundial del Moviment Escolta (en anglès: World Organization of the Scout Movement) (WOSM) és l'Organització no governamental que regeix a la major part dels moviments escoltes nacionals, amb més de 50 milions de membres. La WOSM es va fundar el 1920 i té la seu central a Ginebra, Suïssa. Es troba agermanat amb l'Associació Mundial de Noies Guies i Noies Escoltes (WAGGGS).
La missió de la WOSM és contribuir a l'educació de la gent jove a través del sistema de valors basats en la Promesa Escolta i la Llei Escolta, ajudant a crear un món millor on les persones siguin autònomes i, alhora, puguin prendre rols constructius en la societat. La WOSM s'organitza en regions i opera a través d'una Conferència, un Comitè i un Boreau.

## Història
Com a resultat de la Primera Jamboree Mundial, celebrada a Olympia, Londres, el 1920, els diversos líders escoltes van crear la Conferència Internacional dels Nois Escoltes (en anglès, Boy Scouts' International Conference). Els 31 països assistents a Olympia es van convertir en els membres fundadors (entre ells la "Asociación de Exploradores de España"). La Seu es va establir prop del Buckingham Palace, a Londres, i el comissionat del Regne Unit, Hubert S. Martin, va ser escollit Director Honorífic. La Conferència Internacional es convertiria anys després en la Conferència Mundial Escolta.
Les necessitats del jove Moviment Escolta davant de situacions inusuals van comportar alguns canvis interessants, respostos directament pel Bureau (oficina) Mundial Escolta. Durant alguns anys hi van haver escoltes actius dins de les Nacions Unides amb algunes tropes a Parkway Village, dins la ciutat de Nova York, però amb ja només 14 membres el 1959. També registrats directament al Bureau Mundial foren els 900 membres dels Escoltes del Canal de Panamà, així com els 84 escoltes de la Comunitat Europea del Carbó i l'Acer, precursor de la Unió Europea.

## Conferència Mundial Escolta
La Conferència Mundial Escolta (en anglès, "World Scout Conference") és l'òrgan de govern principal i es reuneix cada tres anys, precedida del Fòrum Mundial d'Escoltisme Juvenil. La Conferència Mundial Escolta és una assemblea general de l'Escoltisme i està composta per sis delegats de cadascuna de les Associacions Escoltes que en formen part. Si un estat disposa de més d'una associació, aquestes formen una federació per a coordinar-se i escollir la seva representació mundial. Les bases perquè s'accepti el reconeixement internacional i per entrar a formar part de la Conferència Mundial Escolta, passen per l'adhesió als principis de l'Organització Mundial del Moviment Escolta i l'acceptació de la independència de cadascun dels membres de l'associació dels poders polítics.
A la Conferència Mundial Escolta s'acorden els esforços bàsics de cooperació i s'adopta un pla de coordinació mútua. L'última Conferència Mundial Escolta es dugué a terme l'any 2005 a Hammamet, Tunísia. La propera Conferència tindrà lloc l'any 2008 a Corea.

## Comitè Mundial Escolta
El Comitè Mundial Escolta (en anglès, "World Scout Comitee") és el principal òrgan executiu, sorgit de la Conferència Mundial Escolta i format per un grup de voluntaris escollits. El Comitè Mundial Escolta representa a la Conferència Mundial Escolta en el període entre les reunions del plenari de la Conferència. Els membres del Comitè Mundial Escolta són escollits per períodes de sis anys i les eleccions es fan sense tenir en compte les nacionalitats de cadascú.

### Llop de Bronze
El Llop de Bronze és l'única distinció que atorga la WOSM. El concedeix el Comitè Mundial Escolta per reconèixer serveis excepcionals a la comunitat escolta mundial. El primer premiat va ser el mateix Robert Baden-Powell, per decisió unànime del que llavors era el "Comitè Internacional", el 1935 a Estocolm el mateix dia en què es va instituir la condecoració.

## El Bureau Mundial Escolta

El Bureau Mundial Escolta té la seu a Kuala Lumpur, Malàisia, i compta amb oficines en sis divisions regionals:
Regió Europea: Ginebra, Suïssa; Brussel·les, Bèlgica i Belgrad, Sèrbia.
Regió Aràbiga: El Caire, Egipte
Regió Africana: Nairobi, Kenya; Ciutat del Cap, Sud-àfrica; i Dakar, Senegal
Regió del Pacífic: Makati, Filipines; Austràlia; i Tòquio, Japó
Regió Interamericana: Santiago de Xile, Xile
Regió Eurasiàtica: Gurzuf a prop de Ialta, Ucraïna i Moscou, Rússia
Les àrees grises com Corea del Nord, Laos o Cuba no tenen escoltisme

El Bureau Mundial Escolta (en anglès, "World Scout Bureau"; antigament "International Bureau") és el secretariat que porta a terme les instruccions del Comitè i de la Conferència Mundial. El Bureau és administrat pel Secretari General del Moviment Escolta, que es recolza en un petit grup de tècnics. Les oficines del Bureau ajuden a millorar a les associacions i a fer créixer l'Escoltisme a través de la formació de professionals i voluntaris; establint polítiques financeres i tècniques de captació de recursos, facilitats comunitàries i procediments; i assistint en l'obtenció de les diverses ajudes nacionals que ofereix a l'escoltisme cada país.
També prepara esdeveniments d'abast mundial com les Jamboree Mundial Escolta, alhora que encoratja i recolza altres esdeveniments regionals. Actua com a enllaç entre el Moviment Escolta i les altres organitzacions internacionals. Posa un gran esforç en l'extensió de la filosofia escolta en les nacions emergents, contribuint així al seu desenvolupament.

### Ubicació
L'Oficina es va establir per primera vegada a Londres, Anglaterra, el 1920 i es va traslladar a Ottawa, Ontario, Canadà, el 1959. La Conferència Internacional va ordenar el trasllat de l'Oficina d'Ottawa a Ginebra l'1 de maig de 1968. L'agost del 2013, l'OMMS va anunciar el trasllat de l'Oficina Central del Bureau Mundial Escolta (WSB-CO) a Kuala Lumpur, on es troba actualment.

### Direcció
Aquesta llista inclou els Secretaris Generals i els seus suplents de l'Organització Mundial del Moviment Scout i els membres del Bureau Mundial Escolta. De 1920 a 1968, a aquest càrrec se l'anomenava Director.
| Títol                    | Anys            | Nom                 | País       |
| ------------------------ | --------------- | ------------------- | ---------- |
| Director                 | 1920–1938       | Hubert S. Martin    | Regne Unit |
| Director                 | 1938–1951       | John Skinner Wilson | Regne Unit |
| Director                 | 1951–1965       | Daniel Spry         | Canada     |
| Director                 | 1965–1968       | Richard T. Lund     | Regne Unit |
| Secretari General        | 1968–1988       | László Nagy         | Suïssa     |
| Secretari General        | 1988–2004       | Jacques Moreillon   | Suïssa     |
| Secretari General Adjunt | 1991–2004       | Malek Gabr          | Egipte     |
| Secretari General Adjunt | 1991–2004       | Luc Panissod        | França     |
| Secretari General        | 2004–2007       | Eduardo Missoni     | Itàlia     |
| Secretari General Adjunt | 2004–2007       | Dominique Bénard    | França     |
| Secretari General Adjunt | 2004–2007       | Luc Panissod        | França     |
| Secretari General        | 2007–2012       | Luc Panissod        | França     |
| Secretari General        | 2013–2016       | Scott Teare         | EUA        |
| Secretari General        | 2017–actualitat | Ahmad Alhendawi     | Jordània   |

## Centres Escoltes Mundials
L'Organització Mundial del Moviment Escolta està associat amb el Centre Escolta Internacional de Kandersteg a Kandersteg, Suïssa, que és gestionat per una organització sense ànim de lucre independent.
La Jamboree Mundial Escolta se celebra cada quatre anys sota la direcció de la WOSM i amb la participació com a convidades de membres de la WAGGGS. A més, també s'organitza la World Scout Moot, una Jamboree per a caps escoltes entre 17 i 26 anys; i la World Scout Indaba, una trobada de dirigents escoltes. La Fundació Mundial Escolta és una fundació perpètua, gestionada per un Consell Directiu independent i recolzada en les donacions, que porta a terme programes de desenvolupament de l'escoltisme arreu del món.
La WOSM és una organització no governamental (ONG) que representa al Moviment Escolta davant les Nacions Unides (ONU). La WOSM i la WAGGGS, conjuntament, tenen l'estatus de Membre Consultiu en el Consell Econòmic i Social (ECOSOC) de les Nacions Unides.

## Escut

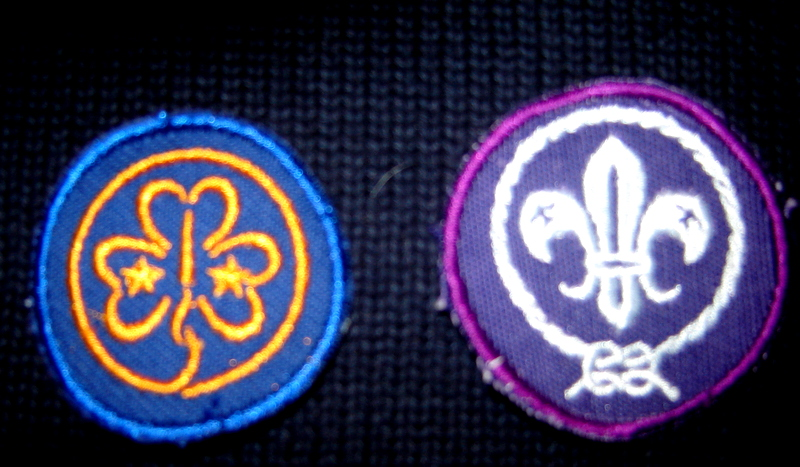
Reproducció fotogràfica d'insignies d'uniforme de l'Associació Mundial de Noies Guies i Noies Escoltes, i de l'Organització Mundial del Moviment Escolta

El signe identificatiu dels membres de l'Organització Mundial del Moviment Escolta (WOSM), conegut per "World Crest", és un escut circular de color porpra amb una flor de llis central rodejada d'una corda que a l'extrem inferior es lliga amb si mateixa en un nus pla. La flor de llis és un símbol molt antic que Baden-Powell recuperà i utilitzà per identificar els escoltes allistats a l'Exèrcit Britànic, i que el Moviment Escolta va apropiar-se amb les modificacions corresponents.
La punta superior de la flor de llis representa el Nord de la brúixola, simbolitzant així que l'escoltisme guia al jove pel bon camí, el del servei als altres. Les tres puntes de la flor de llis simbolitzen els tres destinataris de les accions d'un escolta: per Déu, pels altres i per tu mateix. Les dues estrelles de cinc puntes representen els deu punts de la Llei Escolta. El llaç que envolta la flor simbolitza la unitat i la germanor dels escoltes arreu del món.